# Péter Hóbor
Péter Hóbor (1974) is een voormalig Hongaars quadrathlon-atleet.

## Levensloop
Hóbor werd vijfmaal wereldkampioen op de 'lange afstand', daarnaast werd hij eenmaal Europees kampioen op de 'middellange afstand'.
Hij is gehuwd met Nóra Edöcsény.

## Palmares
- Wereldkampioenschap lange afstand: 1994, 1996, 1997, 1998 en 1999
- Wereldkampioenschap middellange afstand: 2011
- Wereldkampioenschap middellange afstand: 2010
- Wereldkampioenschap lange afstand: 1995 en 1999
- Europees kampioenschap middellange afstand: 1996